# Top League (2004/2005)
Top League 2004/2005 – druga edycja Top League, najwyższego poziomu rozgrywek w rugby union w Japonii. Organizowane przez Japan Rugby Football Union zawody odbyły się w dniach 18 września 2004 – 10 stycznia 2005 roku, a tytułu bronił zespół Kobelco Steelers.
Zawody zostały rozegrane systemem kołowym w ramach jednej grupy w dwunastozespołowej obsadzie. Mistrzem kraju została drużyna Toshiba Brave Lupus. Najlepsza ósemka sezonu zagrała następnie o Microsoft Cup, gdzie również triumfowali zawodnicy Toshiba Brave Lupus. Najwięcej punktów w zawodach zdobył Keiji Hirose reprezentujący zespół Toyota Verblitz, a przyłożeń przedstawiciel triumfatorów Ruatangi Vatuvei. Za MVP sezonu został uznany Ruatangi Vatuvei, analogiczne wyróżnienie w Microsoft Cup otrzymał Goshi Tachikawa.

## Faza grupowa
| 18 września 200413:00 | Sanyo Wild Knights | 20:25(13:12) | Ricoh Black Rams | Kintetsu Hanazono Rugby Stadium, Higashiōsaka Widzów: 9 514 |
| 18 września 200413:00 |                    | 20:25(13:12) |                  | Kintetsu Hanazono Rugby Stadium, Higashiōsaka Widzów: 9 514 |

| 18 września 200415:04 | Suntory Sungoliath | 14:21(9:9) | Yamaha Júbilo | Chichibunomiya Rugby Stadium, Tokio Widzów: 5 772 |
| 18 września 200415:04 |                    | 14:21(9:9) |               | Chichibunomiya Rugby Stadium, Tokio Widzów: 5 772 |

| 18 września 200415:00 | Kobelco Steelers | 15:12(0:12) | Toshiba Brave Lupus | Kintetsu Hanazono Rugby Stadium, Higashiōsaka Widzów: 10 729 |
| 18 września 200415:00 |                  | 15:12(0:12) |                     | Kintetsu Hanazono Rugby Stadium, Higashiōsaka Widzów: 10 729 |

| 19 września 200413:00 | World Fighting Bull | 3:51(3:29) | Toyota Verblitz | Kintetsu Hanazono Rugby Stadium, Higashiōsaka Widzów: 4 551 |
| 19 września 200413:00 |                     | 3:51(3:29) |                 | Kintetsu Hanazono Rugby Stadium, Higashiōsaka Widzów: 4 551 |

| 19 września 200415:04 | NEC Green Rockets | 47:22(21:10) | IBM Big Blue | Chichibunomiya Rugby Stadium, Tokio Widzów: 4 257 |
| 19 września 200415:04 |                   | 47:22(21:10) |              | Chichibunomiya Rugby Stadium, Tokio Widzów: 4 257 |

| 19 września 200415:00 | Kintetsu Liners | 17:35(0:22) | Kubota Spears | Kintetsu Hanazono Rugby Stadium, Higashiōsaka Widzów: 5 155 |
| 19 września 200415:00 |                 | 17:35(0:22) |               | Kintetsu Hanazono Rugby Stadium, Higashiōsaka Widzów: 5 155 |

| 25 września 200413:03 | Suntory Sungoliath | 16:20(9:0) | Ricoh Black Rams | Chichibunomiya Rugby Stadium, Tokio Widzów: 4 216 |
| 25 września 200413:03 |                    | 16:20(9:0) |                  | Chichibunomiya Rugby Stadium, Tokio Widzów: 4 216 |

| 25 września 200413:00 | World Fighting Bull | 27:25(7:12) | Kubota Spears | Kintetsu Hanazono Rugby Stadium, Higashiōsaka Widzów: 3 900 |
| 25 września 200413:00 |                     | 27:25(7:12) |               | Kintetsu Hanazono Rugby Stadium, Higashiōsaka Widzów: 3 900 |

| 25 września 200415:02 | NEC Green Rockets | 30:24(17:17) | Sanyo Wild Knights | Chichibunomiya Rugby Stadium, Tokio Widzów: 5 096 |
| 25 września 200415:02 |                   | 30:24(17:17) |                    | Chichibunomiya Rugby Stadium, Tokio Widzów: 5 096 |

| 25 września 200415:00 | Kobelco Steelers | 43:36(15:14) | IBM Big Blue | Kintetsu Hanazono Rugby Stadium, Higashiōsaka Widzów: 4 647 |
| 25 września 200415:00 |                  | 43:36(15:14) |              | Kintetsu Hanazono Rugby Stadium, Higashiōsaka Widzów: 4 647 |

| 25 września 200419:00 | Yamaha Júbilo | 40:10(21:3) | Kintetsu Liners | Yamaha Stadium, Iwata Widzów: 7 837 |
| 25 września 200419:00 |               | 40:10(21:3) |                 | Yamaha Stadium, Iwata Widzów: 7 837 |

| 26 września 200413:00 | Toshiba Brave Lupus | 48:19(26:14) | Toyota Verblitz | Tsukisamu, Sapporo Widzów: 3 615 |
| 26 września 200413:00 |                     | 48:19(26:14) |                 | Tsukisamu, Sapporo Widzów: 3 615 |

| 2 października 200413:00 | Ricoh Black Rams | 27:21(12:14) | Kobelco Steelers | Chichibunomiya Rugby Stadium, Tokio Widzów: 6 446 |
| 2 października 200413:00 |                  | 27:21(12:14) |                  | Chichibunomiya Rugby Stadium, Tokio Widzów: 6 446 |

| 2 października 200413:00 | Toyota Verblitz | 35:13(7:10) | Sanyo Wild Knights | Kintetsu Hanazono Rugby Stadium, Higashiōsaka Widzów: 3 172 |
| 2 października 200413:00 |                 | 35:13(7:10) |                    | Kintetsu Hanazono Rugby Stadium, Higashiōsaka Widzów: 3 172 |

| 2 października 200415:00 | Suntory Sungoliath | 52:41(19:24) | IBM Big Blue | Chichibunomiya Rugby Stadium, Tokio Widzów: 7 420 |
| 2 października 200415:00 |                    | 52:41(19:24) |              | Chichibunomiya Rugby Stadium, Tokio Widzów: 7 420 |

| 2 października 200415:00 | Kintetsu Liners | 26:69(5:31) | Toshiba Brave Lupus | Kintetsu Hanazono Rugby Stadium, Higashiōsaka Widzów: 3 478 |
| 2 października 200415:00 |                 | 26:69(5:31) |                     | Kintetsu Hanazono Rugby Stadium, Higashiōsaka Widzów: 3 478 |

| 9 października 200412:02 | NEC Green Rockets | 27:22(10:5) | Kintetsu Liners | Chichibunomiya Rugby Stadium, Tokio Widzów: 654 |
| 9 października 200412:02 |                   | 27:22(10:5) |                 | Chichibunomiya Rugby Stadium, Tokio Widzów: 654 |

| 9 października 200414:01 | Ricoh Black Rams | 10:13(3:7) | World Fighting Bull | Chichibunomiya Rugby Stadium, Tokio Widzów: 955 |
| 9 października 200414:01 |                  | 10:13(3:7) |                     | Chichibunomiya Rugby Stadium, Tokio Widzów: 955 |

| 10 października 200414:01 | Toyota Verblitz | 31:29(24:6) | Yamaha Júbilo | Mizuho Rugby Stadium, Nagoja Widzów: 2 598 |
| 10 października 200414:01 |                 | 31:29(24:6) |               | Mizuho Rugby Stadium, Nagoja Widzów: 2 598 |

| 11 października 200413:01 | Kubota Spears | 30:17(18:7) | IBM Big Blue | Toyota Stadium, Toyota Widzów: 3 874 |
| 11 października 200413:01 |               | 30:17(18:7) |              | Toyota Stadium, Toyota Widzów: 3 874 |

| 16 października 200412:01 | Kubota Spears | 24:10(10:5) | Suntory Sungoliath | Chichibunomiya Rugby Stadium, Tokio Widzów: 5 458 |
| 16 października 200412:01 |               | 24:10(10:5) |                    | Chichibunomiya Rugby Stadium, Tokio Widzów: 5 458 |

| 16 października 200414:02 | Toshiba Brave Lupus | 17:13(5:10) | NEC Green Rockets | Chichibunomiya Rugby Stadium, Tokio Widzów: 7 092 |
| 16 października 200414:02 |                     | 17:13(5:10) |                   | Chichibunomiya Rugby Stadium, Tokio Widzów: 7 092 |

| 16 października 200414:01 | Kobelco Steelers | 34:20(19:17) | World Fighting Bull | Kintetsu Hanazono Rugby Stadium, Higashiōsaka Widzów: 4 243 |
| 16 października 200414:01 |                  | 34:20(19:17) |                     | Kintetsu Hanazono Rugby Stadium, Higashiōsaka Widzów: 4 243 |

| 17 października 200414:00 | Sanyo Wild Knights | 24:42(6:14) | Yamaha Júbilo | Yurtec Stadium Sendai, Sendai Widzów: 3 150 |
| 17 października 200414:00 |                    | 24:42(6:14) |               | Yurtec Stadium Sendai, Sendai Widzów: 3 150 |

| 23 października 200412:00 | IBM Big Blue | 18:67(11:29) | Toshiba Brave Lupus | Chichibunomiya Rugby Stadium, Tokio Widzów: 3 492 |
| 23 października 200412:00 |              | 18:67(11:29) |                     | Chichibunomiya Rugby Stadium, Tokio Widzów: 3 492 |

| 23 października 200412:00 | World Fighting Bull | 28:23(9:20) | Sanyo Wild Knights | Kintetsu Hanazono Rugby Stadium, Higashiōsaka Widzów: 5 744 |
| 23 października 200412:00 |                     | 28:23(9:20) |                    | Kintetsu Hanazono Rugby Stadium, Higashiōsaka Widzów: 5 744 |

| 23 października 200414:00 | Suntory Sungoliath | 67:14(36:7) | Kintetsu Liners | Chichibunomiya Rugby Stadium, Tokio Widzów: 4 271 |
| 23 października 200414:00 |                    | 67:14(36:7) |                 | Chichibunomiya Rugby Stadium, Tokio Widzów: 4 271 |

| 23 października 200414:00 | Toyota Verblitz | 34:24(21:0) | Kobelco Steelers | Kintetsu Hanazono Rugby Stadium, Higashiōsaka Widzów: 8 289 |
| 23 października 200414:00 |                 | 34:24(21:0) |                  | Kintetsu Hanazono Rugby Stadium, Higashiōsaka Widzów: 8 289 |

| 23 października 200414:00 | Yamaha Júbilo | 38:8(14:3) | Ricoh Black Rams | Level-5 Stadium, Fukuoka Widzów: 1 953 |
| 23 października 200414:00 |               | 38:8(14:3) |                  | Level-5 Stadium, Fukuoka Widzów: 1 953 |

| 24 października 200413:02 | NEC Green Rockets | 51:10(26:10) | Kubota Spears | Kashiwanoha Park Stadium, Kashiwa Widzów: 3 510 |
| 24 października 200413:02 |                   | 51:10(26:10) |               | Kashiwanoha Park Stadium, Kashiwa Widzów: 3 510 |

| 30 października 200412:00 | Kintetsu Liners | 37:31(10:17) | IBM Big Blue | Kintetsu Hanazono Rugby Stadium, Higashiōsaka Widzów: 2 063 |
| 30 października 200412:00 |                 | 37:31(10:17) |              | Kintetsu Hanazono Rugby Stadium, Higashiōsaka Widzów: 2 063 |

| 30 października 200414:00 | World Fighting Bull | 10:37(3:9) | Yamaha Júbilo | Kintetsu Hanazono Rugby Stadium, Higashiōsaka Widzów: 2 331 |
| 30 października 200414:00 |                     | 10:37(3:9) |               | Kintetsu Hanazono Rugby Stadium, Higashiōsaka Widzów: 2 331 |

| 30 października 200414:00 | Sanyo Wild Knights | 50:17(19:0) | Kobelco Steelers | Nippatsu Mitsuzawa Stadium, Jokohama Widzów: 1 746 |
| 30 października 200414:00 |                    | 50:17(19:0) |                  | Nippatsu Mitsuzawa Stadium, Jokohama Widzów: 1 746 |

| 31 października 200413:00 | Suntory Sungoliath | 19:27(12:15) | NEC Green Rockets | KKWing Stadium, Kumamoto Widzów: 5 800 |
| 31 października 200413:00 |                    | 19:27(12:15) |                   | KKWing Stadium, Kumamoto Widzów: 5 800 |

| 31 października 200414:00 | Kubota Spears | 17:54(3:21) | Toshiba Brave Lupus | Chichibunomiya Rugby Stadium, Tokio Widzów: 2 893 |
| 31 października 200414:00 |               | 17:54(3:21) |                     | Chichibunomiya Rugby Stadium, Tokio Widzów: 2 893 |

| 31 października 200414:02 | Toyota Verblitz | 61:20(13:13) | Ricoh Black Rams | Mizuho Rugby Stadium, Nagoja Widzów: 4 150 |
| 31 października 200414:02 |                 | 61:20(13:13) |                  | Mizuho Rugby Stadium, Nagoja Widzów: 4 150 |

| 4 grudnia 200412:02 | Ricoh Black Rams | 30:12(13:5) | IBM Big Blue | Chichibunomiya Rugby Stadium, Tokio Widzów: 3 561 |
| 4 grudnia 200412:02 |                  | 30:12(13:5) |              | Chichibunomiya Rugby Stadium, Tokio Widzów: 3 561 |

| 4 grudnia 200412:02 | World Fighting Bull | 16:42(3:21) | Suntory Sungoliath | Wing Stadium, Kobe Widzów: 1 632 |
| 4 grudnia 200412:02 |                     | 16:42(3:21) |                    | Wing Stadium, Kobe Widzów: 1 632 |

| 4 grudnia 200414:00 | Sanyo Wild Knights | 14:31(7:12) | Toshiba Brave Lupus | Chichibunomiya Rugby Stadium, Tokio Widzów: 4 610 |
| 4 grudnia 200414:00 |                    | 14:31(7:12) |                     | Chichibunomiya Rugby Stadium, Tokio Widzów: 4 610 |

| 4 grudnia 200414:00 | Kobelco Steelers | 33:21(14:9) | Kubota Spears | Wing Stadium, Kobe Widzów: 5 303 |
| 4 grudnia 200414:00 |                  | 33:21(14:9) |               | Wing Stadium, Kobe Widzów: 5 303 |

| 5 grudnia 200412:00 | Toyota Verblitz | 63:22(21:10) | Kintetsu Liners | Kintetsu Hanazono Rugby Stadium, Higashiōsaka Widzów: 3 016 |
| 5 grudnia 200412:00 |                 | 63:22(21:10) |                 | Kintetsu Hanazono Rugby Stadium, Higashiōsaka Widzów: 3 016 |

| 5 grudnia 200414:00 | Yamaha Júbilo | 37:22(17:17) | NEC Green Rockets | Kintetsu Hanazono Rugby Stadium, Higashiōsaka Widzów: 3 313 |
| 5 grudnia 200414:00 |               | 37:22(17:17) |                   | Kintetsu Hanazono Rugby Stadium, Higashiōsaka Widzów: 3 313 |

| 11 grudnia 200412:00 | Toshiba Brave Lupus | 47:19(28:5) | World Fighting Bull | Chichibunomiya Rugby Stadium, Tokio Widzów: 6 111 |
| 11 grudnia 200412:00 |                     | 47:19(28:5) |                     | Chichibunomiya Rugby Stadium, Tokio Widzów: 6 111 |

| 11 grudnia 200413:02 | Suntory Sungoliath | 35:41(14:35) | Sanyo Wild Knights | Kose Sports Park Stadium, Kōfu Widzów: 4 411 |
| 11 grudnia 200413:02 |                    | 35:41(14:35) |                    | Kose Sports Park Stadium, Kōfu Widzów: 4 411 |

| 11 grudnia 200414:00 | NEC Green Rockets | 65:24(24:17) | Kobelco Steelers | Chichibunomiya Rugby Stadium, Tokio Widzów: 8 152 |
| 11 grudnia 200414:00 |                   | 65:24(24:17) |                  | Chichibunomiya Rugby Stadium, Tokio Widzów: 8 152 |

| 12 grudnia 200412:00 | Kintetsu Liners | 43:26(21:26) | Ricoh Black Rams | Kintetsu Hanazono Rugby Stadium, Higashiōsaka Widzów: 2 596 |
| 12 grudnia 200412:00 |                 | 43:26(21:26) |                  | Kintetsu Hanazono Rugby Stadium, Higashiōsaka Widzów: 2 596 |

| 12 grudnia 200413:00 | IBM Big Blue | 0:63(0:28) | Toyota Verblitz | Tochigi Green Stadium, Utsunomiya Widzów: 2 800 |
| 12 grudnia 200413:00 |              | 0:63(0:28) |                 | Tochigi Green Stadium, Utsunomiya Widzów: 2 800 |

| 12 grudnia 200414:00 | Yamaha Júbilo | 47:36(28:0) | Kubota Spears | Kintetsu Hanazono Rugby Stadium, Higashiōsaka Widzów: 2 935 |
| 12 grudnia 200414:00 |               | 47:36(28:0) |               | Kintetsu Hanazono Rugby Stadium, Higashiōsaka Widzów: 2 935 |

| 18 grudnia 200412:00 | NEC Green Rockets | 33:31(23:17) | World Fighting Bull | Chichibunomiya Rugby Stadium, Tokio Widzów: 2 829 |
| 18 grudnia 200412:00 |                   | 33:31(23:17) |                     | Chichibunomiya Rugby Stadium, Tokio Widzów: 2 829 |

| 18 grudnia 200413:00 | Yamaha Júbilo | 48:10(22:3) | IBM Big Blue | Yamaha Stadium, Iwata Widzów: 3 606 |
| 18 grudnia 200413:00 |               | 48:10(22:3) |              | Yamaha Stadium, Iwata Widzów: 3 606 |

| 18 grudnia 200413:00 | Suntory Sungoliath | 16:9(10:3) | Toyota Verblitz | Stadion Kashima, Kashima Widzów: 2 982 |
| 18 grudnia 200413:00 |                    | 16:9(10:3) |                 | Stadion Kashima, Kashima Widzów: 2 982 |

| 18 grudnia 200414:00 | Ricoh Black Rams | 3:51(3:29) | Toshiba Brave Lupus | Chichibunomiya Rugby Stadium, Tokio Widzów: 4 089 |
| 18 grudnia 200414:00 |                  | 3:51(3:29) |                     | Chichibunomiya Rugby Stadium, Tokio Widzów: 4 089 |

| 18 grudnia 200414:00 | Kintetsu Liners | 36:60(15:22) | Kobelco Steelers | Kintetsu Hanazono Rugby Stadium, Higashiōsaka Widzów: 2 692 |
| 18 grudnia 200414:00 |                 | 36:60(15:22) |                  | Kintetsu Hanazono Rugby Stadium, Higashiōsaka Widzów: 2 692 |

| 19 grudnia 200413:00 | Sanyo Wild Knights | 26:27(3:19) | Kubota Spears | Gunma Shikishima Soccer Stadium, Maebashi Widzów: 2 954 |
| 19 grudnia 200413:00 |                    | 26:27(3:19) |               | Gunma Shikishima Soccer Stadium, Maebashi Widzów: 2 954 |

| 25 grudnia 200412:01 | IBM Big Blue | 37:28(19:7) | World Fighting Bull | Chichibunomiya Rugby Stadium, Tokio Widzów: 1 882 |
| 25 grudnia 200412:01 |              | 37:28(19:7) |                     | Chichibunomiya Rugby Stadium, Tokio Widzów: 1 882 |

| 25 grudnia 200412:00 | Kintetsu Liners | 7:61(7:40) | Sanyo Wild Knights | Kintetsu Hanazono Rugby Stadium, Higashiōsaka Widzów: 4 130 |
| 25 grudnia 200412:00 |                 | 7:61(7:40) |                    | Kintetsu Hanazono Rugby Stadium, Higashiōsaka Widzów: 4 130 |

| 25 grudnia 200414:00 | Kubota Spears | 38:21(19:7) | Ricoh Black Rams | Chichibunomiya Rugby Stadium, Tokio Widzów: 2 789 |
| 25 grudnia 200414:00 |               | 38:21(19:7) |                  | Chichibunomiya Rugby Stadium, Tokio Widzów: 2 789 |

| 25 grudnia 200414:00 | Kobelco Steelers | 31:24(5:11) | Suntory Sungoliath | Kintetsu Hanazono Rugby Stadium, Higashiōsaka Widzów: 6 097 |
| 25 grudnia 200414:00 |                  | 31:24(5:11) |                    | Kintetsu Hanazono Rugby Stadium, Higashiōsaka Widzów: 6 097 |

| 26 grudnia 200413:04 | Yamaha Júbilo | 10:29(3:5) | Toshiba Brave Lupus | Yamaha Stadium, Iwata Widzów: 8 838 |
| 26 grudnia 200413:04 |               | 10:29(3:5) |                     | Yamaha Stadium, Iwata Widzów: 8 838 |

| 26 grudnia 200414:00 | Toyota Verblitz | 30:35(11:19) | NEC Green Rockets | Mizuho Rugby Stadium, Nagoja Widzów: 4 350 |
| 26 grudnia 200414:00 |                 | 30:35(11:19) |                   | Mizuho Rugby Stadium, Nagoja Widzów: 4 350 |

| 8 stycznia 200514:03 | Toshiba Brave Lupus | 38:12(19:0) | Suntory Sungoliath | Ajinomoto Stadium, Chōfu Widzów: 6 212 |
| 8 stycznia 200514:03 |                     | 38:12(19:0) |                    | Ajinomoto Stadium, Chōfu Widzów: 6 212 |

| 8 stycznia 200514:00 | Kobelco Steelers | 24:31(5:21) | Yamaha Júbilo | Wing Stadium, Kobe Widzów: 6 311 |
| 8 stycznia 200514:00 |                  | 24:31(5:21) |               | Wing Stadium, Kobe Widzów: 6 311 |

| 10 stycznia 200512:01 | Kubota Spears | 14:31(7:14) | Toyota Verblitz | Chichibunomiya Rugby Stadium, Tokio Widzów: 3 631 |
| 10 stycznia 200512:01 |               | 14:31(7:14) |                 | Chichibunomiya Rugby Stadium, Tokio Widzów: 3 631 |

| 10 stycznia 200513:00 | Sanyo Wild Knights | 50:19(28:5) | IBM Big Blue | Kumagaya Rugby Ground, Kumagaya Widzów: 3 121 |
| 10 stycznia 200513:00 |                    | 50:19(28:5) |              | Kumagaya Rugby Ground, Kumagaya Widzów: 3 121 |

| 10 stycznia 200514:02 | NEC Green Rockets | 57:17(21:5) | Ricoh Black Rams | Chichibunomiya Rugby Stadium, Tokio Widzów: 5 077 |
| 10 stycznia 200514:02 |                   | 57:17(21:5) |                  | Chichibunomiya Rugby Stadium, Tokio Widzów: 5 077 |

| 10 stycznia 200514:00 | Kintetsu Liners | 27:35(13:13) | World Fighting Bull | Kintetsu Hanazono Rugby Stadium, Higashiōsaka Widzów: 3 637 |
| 10 stycznia 200514:00 |                 | 27:35(13:13) |                     | Kintetsu Hanazono Rugby Stadium, Higashiōsaka Widzów: 3 637 |

## Microsoft Cup
|  |                     |                     |                  |                  |    |                     |                     |          |  |  |       |       |       |
|  | Ćwierćfinał         | Ćwierćfinał         | Ćwierćfinał      |                  |    | Półfinał            | Półfinał            | Półfinał |  |  | Finał | Finał | Finał |
|  | Ćwierćfinał         | Ćwierćfinał         | Ćwierćfinał      |                  |    | Półfinał            | Półfinał            | Półfinał |  |  | Finał | Finał | Finał |
|  | 23 stycznia 2005    |                     |                  |                  |    |                     |                     |          |  |  |       |       |       |
|  |                     |                     |                  |                  |    |                     |                     |          |  |  |       |       |       |
|  | NEC Green Rockets   | NEC Green Rockets   | 16               |                  |    |                     |                     |          |  |  |       |       |       |
|  | NEC Green Rockets   | NEC Green Rockets   | 16               | 30 stycznia 2005 |    |                     |                     |          |  |  |       |       |       |
|  | Kobelco Steelers    | Kobelco Steelers    | 51               |                  |    |                     |                     |          |  |  |       |       |       |
|  | Kobelco Steelers    | Kobelco Steelers    | 51               |                  |    | Toshiba Brave Lupus | Toshiba Brave Lupus | 41       |  |  |       |       |       |
|  | 23 stycznia 2005    |                     |                  |                  |    | Toshiba Brave Lupus | Toshiba Brave Lupus | 41       |  |  |       |       |       |
|  |                     |                     | Kobelco Steelers | Kobelco Steelers | 0  |                     |                     |          |  |  |       |       |       |
|  | Toyota Verblitz     | Toyota Verblitz     | Kobelco Steelers | Kobelco Steelers | 0  | 41                  |                     |          |  |  |       |       |       |
|  | Toyota Verblitz     | Toyota Verblitz     |                  |                  |    | 41                  | 06 lutego 2005      |          |  |  |       |       |       |
|  | Sanyo Wild Knights  | Sanyo Wild Knights  | 21               |                  |    |                     |                     |          |  |  |       |       |       |
|  | Sanyo Wild Knights  | Sanyo Wild Knights  | 21               |                  |    | Toshiba Brave Lupus | Toshiba Brave Lupus | 20       |  |  |       |       |       |
|  | 23 stycznia 2005    |                     |                  |                  |    | Toshiba Brave Lupus | Toshiba Brave Lupus | 20       |  |  |       |       |       |
|  |                     |                     | Yamaha Júbilo    | Yamaha Júbilo    | 6  |                     |                     |          |  |  |       |       |       |
|  | Toshiba Brave Lupus | Toshiba Brave Lupus | Yamaha Júbilo    | Yamaha Júbilo    | 6  | 33                  |                     |          |  |  |       |       |       |
|  | Toshiba Brave Lupus | Toshiba Brave Lupus | 30 stycznia 2005 |                  |    | 33                  |                     |          |  |  |       |       |       |
|  | Suntory Sungoliath  | Suntory Sungoliath  | 13               |                  |    |                     |                     |          |  |  |       |       |       |
|  | Suntory Sungoliath  | Suntory Sungoliath  | 13               |                  |    | Toyota Verblitz     | Toyota Verblitz     | 33       |  |  |       |       |       |
|  | 23 stycznia 2005    |                     |                  |                  |    | Toyota Verblitz     | Toyota Verblitz     | 33       |  |  |       |       |       |
|  |                     |                     | Yamaha Júbilo    | Yamaha Júbilo    | 33 |                     |                     |          |  |  |       |       |       |
|  | Kubota Spears       | Kubota Spears       | Yamaha Júbilo    | Yamaha Júbilo    | 33 | 33                  |                     |          |  |  |       |       |       |
|  | Kubota Spears       | Kubota Spears       |                  |                  |    |                     |                     |          |  |  |       |       |       |
|  | Yamaha Júbilo       | Yamaha Júbilo       | 38               |                  |    |                     |                     |          |  |  |       |       |       |
|  | Yamaha Júbilo       | Yamaha Júbilo       | 38               |                  |    |                     |                     |          |  |  |       |       |       |

| 23 stycznia 200512:00 | NEC Green Rockets | 16:51(6:15) | Kobelco Steelers | Chichibunomiya Rugby Stadium, Tokio Widzów: 10 580 |
| 23 stycznia 200512:00 |                   | 16:51(6:15) |                  | Chichibunomiya Rugby Stadium, Tokio Widzów: 10 580 |

| 23 stycznia 200512:00 | Toyota Verblitz | 41:21(10:14) | Sanyo Wild Knights | Kintetsu Hanazono Rugby Stadium, Higashiōsaka Widzów: 4 115 |
| 23 stycznia 200512:00 |                 | 41:21(10:14) |                    | Kintetsu Hanazono Rugby Stadium, Higashiōsaka Widzów: 4 115 |

| 23 stycznia 200514:01 | Toshiba Brave Lupus | 33:13(19:13) | Suntory Sungoliath | Chichibunomiya Rugby Stadium, Tokio Widzów: 11 812 |
| 23 stycznia 200514:01 |                     | 33:13(19:13) |                    | Chichibunomiya Rugby Stadium, Tokio Widzów: 11 812 |

| 23 stycznia 200514:00 | Kubota Spears | 33:38(33:7) | Yamaha Júbilo | Kintetsu Hanazono Rugby Stadium, Higashiōsaka Widzów: 4 935 |
| 23 stycznia 200514:00 |               | 33:38(33:7) |               | Kintetsu Hanazono Rugby Stadium, Higashiōsaka Widzów: 4 935 |

| 30 stycznia 200514:00 | Toshiba Brave Lupus | 41:0(22:0) | Kobelco Steelers | Chichibunomiya Rugby Stadium, Tokio Widzów: 10 570 |
| 30 stycznia 200514:00 |                     | 41:0(22:0) |                  | Chichibunomiya Rugby Stadium, Tokio Widzów: 10 570 |

| 30 stycznia 200514:00 | Toyota Verblitz | 33:33(20:13) | Yamaha Júbilo | Kintetsu Hanazono Rugby Stadium, Higashiōsaka Widzów: 4 092 |
| 30 stycznia 200514:00 |                 | 33:33(20:13) |               | Kintetsu Hanazono Rugby Stadium, Higashiōsaka Widzów: 4 092 |

| 6 lutego 200514:06 | Toshiba Brave Lupus | 20:6(12:3) | Yamaha Júbilo | Chichibunomiya Rugby Stadium, Tokio Widzów: 11 951 |
| 6 lutego 200514:06 |                     | 20:6(12:3) |               | Chichibunomiya Rugby Stadium, Tokio Widzów: 11 951 |

## Baraże

### Challenge 2
| 16 stycznia 200514:03 | Fukuoka Sanikkusubomuzu | 34:0(21:0) | Secom Rugguts | Komazawa Olympic Park Stadium, Setagaya Widzów: 2 208 |
| 16 stycznia 200514:03 |                         | 34:0(21:0) |               | Komazawa Olympic Park Stadium, Setagaya Widzów: 2 208 |

| 23 stycznia 200514:00 | Fukuoka Sanikkusubomuzu | 41:36(15:19) | Toyota Industries Shuttles | Level-5 Stadium, Fukuoka Widzów: 4 000 |
| 23 stycznia 200514:00 |                         | 41:36(15:19) |                            | Level-5 Stadium, Fukuoka Widzów: 4 000 |

| 29 stycznia 200514:00 | Toyota Industries Shuttles | 17:24(10:7) | Secom Rugguts | Mizuho Rugby Stadium, Nagoja Widzów: 4 500 |
| 29 stycznia 200514:00 |                            | 17:24(10:7) |               | Mizuho Rugby Stadium, Nagoja Widzów: 4 500 |

Bezpośrednio do Top League awansowały zespoły Sanikkusubomuzu i Secom, drużyna Shuttles zyskała prawo gry w barażu z dziesiątym zespołem obecnego sezonu.

### Challenge 1
| 16 stycznia 200512:02 | Coca Cola West Japan | 62:14(40:0) | Mitsubishi Juko Sagamihara | Komazawa Olympic Park Stadium, Setagaya Widzów: 1 955 |
| 16 stycznia 200512:02 |                      | 62:14(40:0) |                            | Komazawa Olympic Park Stadium, Setagaya Widzów: 1 955 |

| 23 stycznia 200512:00 | Coca Cola West Japan | 15:28(15:14) | Honda Heat | Level-5 Stadium, Fukuoka Widzów: 3 600 |
| 23 stycznia 200512:00 |                      | 15:28(15:14) |            | Level-5 Stadium, Fukuoka Widzów: 3 600 |

| 29 stycznia 200512:00 | Honda Heat | 31:54(12:19) | Mitsubishi Juko Sagamihara | Mizuho Rugby Stadium, Nagoja Widzów: 2 500 |
| 29 stycznia 200512:00 |            | 31:54(12:19) |                            | Mizuho Rugby Stadium, Nagoja Widzów: 2 500 |

Drużyna Heat zyskała prawo gry w barażu z dziewiątym zespołem obecnego sezonu.

### Baraże
| 13 lutego 200513:00 | World Fighting Bull | 49:0(18:0) | Honda Heat | Kintetsu Hanazono Rugby Stadium, Higashiōsaka Widzów: 1 750 |
| 13 lutego 200513:00 |                     | 49:0(18:0) |            | Kintetsu Hanazono Rugby Stadium, Higashiōsaka Widzów: 1 750 |

| 13 lutego 200513:03 | Ricoh Black Rams | 42:7(21:7) | Toyota Industries Shuttles | Chichibunomiya Rugby Stadium, Tokio Widzów: 1 566 |
| 13 lutego 200513:03 |                  | 42:7(21:7) |                            | Chichibunomiya Rugby Stadium, Tokio Widzów: 1 566 |

Obydwa walczące o utrzymanie zespoły zwyciężyły w swoich barażowych pojedynkach.

## Wyróżnienia indywidualne

### Najlepsza piętnastka sezonu
| Poz. |  | Zawodnik          |
| ---- |  | ----------------- |
| F    |  | Hiroshi Takahashi |
| M    |  | Ken Tsukagoshi    |
| F    |  | Ryō Yamamura      |
| Wsp  |  | Hitoshi Ono       |
| Wsp  |  | Ruatangi Vatuvei  |
| R    |  | Yasunori Watanabe |
| R    |  | Glen Marsh        |
| WM   |  | Takuro Miuchi     |

| Poz. |  | Zawodnik                |
| ---- |  | ----------------------- |
| ŁM   |  | Mamoru Ito              |
| ŁA   |  | Jaco van der Westhuyzen |
| S    |  | Hiroki Mizuno           |
| Ś    |  | Yukio Motoki            |
| Ś    |  | Scott McLeod            |
| S    |  | Koichiro Kubota         |
| O    |  | Goshi Tachikawa         |

### Najlepiej punktujący
| Punkty | Nazwisko                | Drużyna            | Przyłożenia | Podwyższenia | Karne | Dropgole |
| ------ | ----------------------- | ------------------ | ----------- | ------------ | ----- | -------- |
| 152    | Keiji Hirose            | Toyota Verblitz    | 3           | 49           | 13    | 0        |
| 146    | Wataru Ikeda            | Sanyo Wild Knights | 4           | 33           | 20    | 0        |
| 114    | Jaco van der Westhuyzen | NEC Green Rockets  | 7           | 17           | 14    | 1        |
| 104    | Peter Miller            | IBM Big Blue       | 5           | 23           | 11    | 0        |
| 103    | Jason O’Halloran        | Kubota Spears      | 5           | 21           | 12    | 0        |

| Poz. | Nazwisko         | Drużyna             | Przyłożenia |
| ---- | ---------------- | ------------------- | ----------- |
| 1    | Ruatangi Vatuvei | Toshiba Brave Lupus | 18          |
| 2    | Koichiro Kubota  | NEC Green Rockets   | 13          |
| 3    | Hiroki Mizuno    | Toyota Verblitz     | 9           |
| =    | Nathan Williams  | Yamaha Júbilo       | 9           |
| 5    | Koji Tomioka     | Yamaha Júbilo       | 8           |

### Pozostałe nagrody
- MVP ligi – Ruatangi Vatuvei
- MVP Microsoft Cup – Goshi Tachikawa
- nowicjusz ligi – Hiroki Mizuno
- nagroda specjalna – Tomoshige Sato